# スパルタ教育
スパルタ教育（スパルタきょういく、Spartan Education）は、古代ギリシアのポリス・スパルタで行われていたとされる教育。古代ギリシア語ではアゴーゲー（アゴゲ、古希: ἀγωγή）という。

## 定義・特徴
極めて厳格かつ過酷な訓練を施すことが特徴である。自己が帰属する組織への忠誠心の涵養や、軍事訓練、歌唱、舞踊、狩猟など総合的な社会学習を主眼とする。 原語の「アゴーゲー」は様々な意味を持ち、その中には「押収」「誘拐」といったものも含まれるが、文献の文脈から判断すると「指導」「訓練」と解釈するのが正しいとされる。

## 概要
スパルタでは、兵力増強の観点から子供は国の財産とみなされていた。同国の子供は7歳になると厳しい軍事訓練を課せられた。アテナイの、自由で芸術や弁論を尊重した教育の対極にある。
具体的な内容は、プルタルコス『英雄伝』（対比列伝）やクセノポン『ラケダイモン人の国制』などで、立法者のリュクルゴスが定めた教育制度として伝えられる。
そこではまず、親は自分の子供を自由に育てる権利を持っていなかった。「子供は都市国家スパルタのもの」とされ、生まれた子供はすぐに長老の元に連れて行かれた。そこで「健康でしっかりした子」と判定されれば、育てることが許される。病身でひ弱な子供は、タイゲトス山にあるアポテタイの淵に投げ捨てられた。
また、7歳になった子供たちは軍隊の駐屯地に集められ、いくつかの組に分けられ、同じ規律の下、生活と学習も一緒に行われた。最高権職に就任している人間の中の少年監督官が子供を召集させた。また、少年監督官がいないときは市民の居合わせるものが権限者になり、良いことがあれば申しつけ、過ちを犯した者は罰した。大人が居合わせない場合はもっとも俊敏な者が少年組を指揮させるようにさせた。調査した上で軽挙妄動をする者がいた場合には強く懲らしめることができ、鞭打ちを行う権限を持つ人たちもいた。そうして、大いなる謙虚さ従順さを持たせた。頭は丸刈りにされ、下着姿に裸足で訓練を行った。当時のヘラスの諸都市は足を履物で軟弱にしていたが、スパルタが裸足で訓練を行う目的は「登り坂ははるかに容易に越えることができ、下り坂はより安全に下ることができ、とりわけ跳ぶこと、はねること、走ることは、より速くできる」とリュクルゴスが考えたためだとクセノポンは述べている。12歳になると、1年に1枚の下着を与えられ下着を着なくても済むようにさせられる、沐浴も禁止された。
会食する際の食事の量は「決して満腹してだるくなることなく、欠乏状態で過ごすことに無経験でない程度」と決められていた。この理由として「このように教育された者たちは、必要とあらば、欠食のまま働き続けられる可能性大であり、下知されれば、同量の食事でより長時間持ちこたえられる可能性も大であり、おかずの必要性は小、いかなる食べ物を前にしてもより平気、しかもより健康に過ごせる」とリュクルゴスが考えたためだとクセノポンは述べている。しかしあまりに飢えに苦しむことのないように（面倒なしに手に入れてはならなかったが）、飢えをしのげる物があれば盗むことを認めた。この目的についてクセノポンは「明らかに、盗みをしようとする者は、夜も眠ってはならず、日中も、騙したり待ち伏せたりし、さらには探りを入れて、何かを盗まれる相手を物色しなければならない。したがって、明らかに、こういったことすべてにおいて、子どもたちを必需品のよりすぐれた策士にすることを望んで、かくすることによってより戦闘的な者に教育したのである。」と述べている。盗むところを見つかったものにはひどい鞭打ちを食らわせた。クセノポンはそれを行う理由について「人間は教えることに美しく従わない者は懲らしめるものなのである。だからスパルタ人たちも捕まった子どもたちを、盗み方が美しくないとして罰するのである。」と述べている。また、祭りではみな裸で踊らされた。
教育は成人するまで続き、町でも駐屯地にいるのと同じ生活を求められ、公人として国に仕えているという自覚を常に求められた。20歳になると部下を持ち、戦争の時は指揮し、家では彼らを召使いにした。
女性はまず子作りが最優先とされ「強い子供を産める母体の育成」のために幼少期から厳しい体育訓練を受けていた。妻と同居することを望まない者で、それでも語るに足るほどの子どもは欲しいという者には誰であれ子宝に恵まれるような、生まれよろしき婦人を見つけたら、その夫を説得させ、その婦人によって子作りをさせるようにした。また、他のポリスと比べて女性の権利や地位は認められていた。
男性には強い子供が産めそうな女性、女性には戦争に出ても生きて帰って来そうな男性が魅力的と見なされる傾向が強く、成人後に結婚相手を選ぶ際、魅力的な女性を複数の男性が取り合うことや、これほど頻繁には起こらなかったが、逆に魅力的な男性を複数の女性が取り合うことなどもあった。

## 現代日本における転用
上記のような歴史的事実から転用され、現代日本では厳しい教育一般について、比喩として「スパルタ教育」と呼ばれることがある。
すなわち、もともと「スパルタ教育」とは、古代スパルタにおける教育そのものを指す言葉であったが、我が国においては、戦中から戦後に至るまで、そのような厳格な教育を指す普通名詞として利用されるようになった。そして、石原慎太郎『スパルタ教育:強い子どもに育てる本』（1969年）がベストセラーになった言葉が人口に膾炙し、これに対し、教育学者が「スパル教育」という言葉に象徴される旧軍隊式の教育の復活の兆しに危惧を表明するなどするなか、古代スパルタにおける教育そのものの意味を離れ、それぞれの論者が異なるニュアンスで「スパルタ教育」という言葉を使用するようになったとされる。

## 関連作品
- 石原慎太郎『スパルタ教育』（カッパブックス、光文社　1969年（昭和44年）） - 作家の石原慎太郎が書いた教育論。スパルタ教育を奨励している。